# Martha Karua

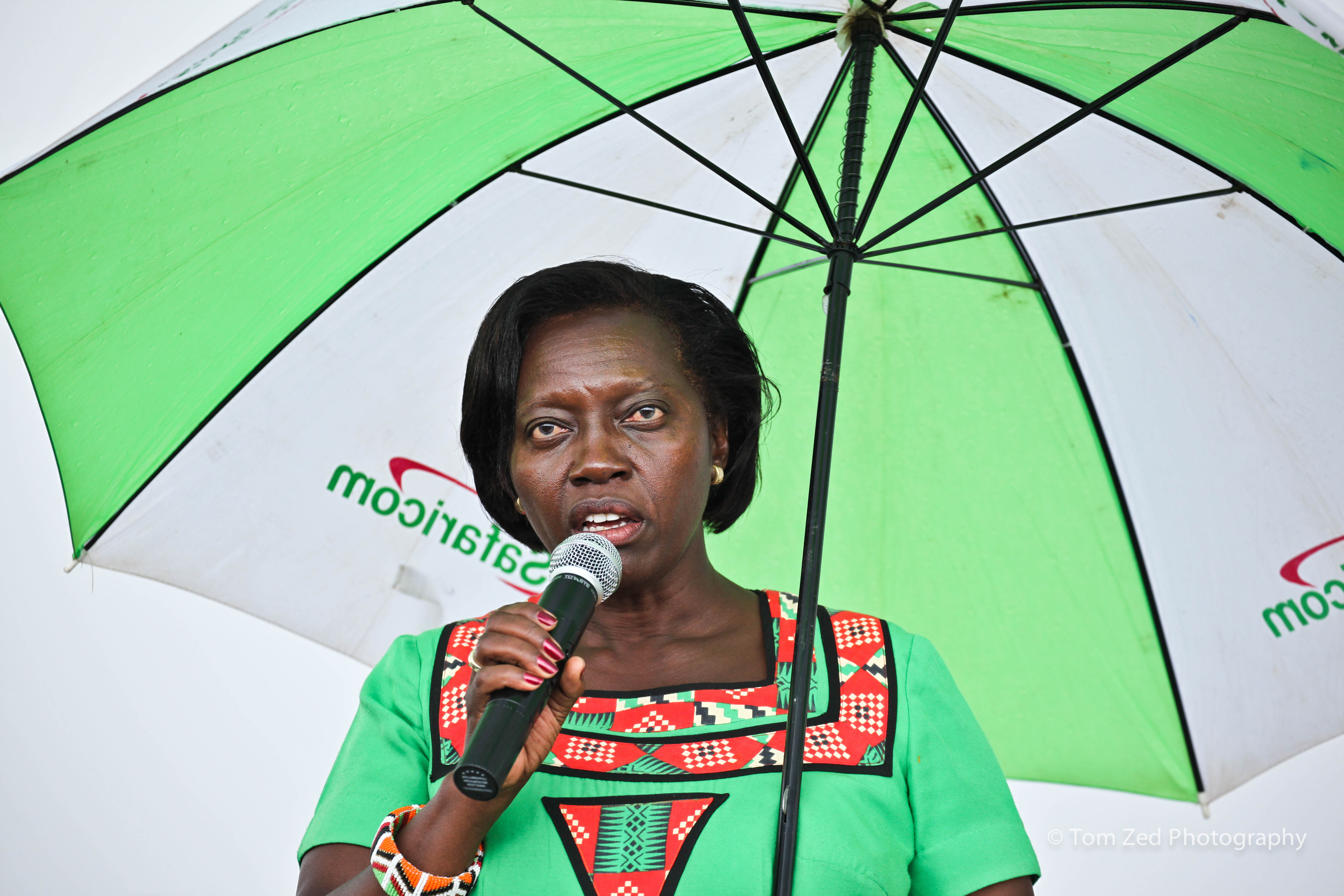
Martha Karua

Martha Wangari Karua (geb. 22. September 1957 in Kimunyel, Kirinyaga County) ist eine kenianische Juristin, Politikerin und Menschenrechtlerin. Sie war von 2005 bis 2009 Justizministerin ihres Landes und gilt als eine der führenden Stimmen für Demokratie und Frauenrechte in Ostafrika.

## Leben
Karua wurde als zweites von acht Kindern im Dorf Kimunye in der Gichugu-Konstituenz geboren. Sie besuchte mehrere Grund- und weiterführende Schulen. Von 1977 bis 1980 studierte sie Rechtswissenschaften an der University of Nairobi und absolvierte anschließend ein Diplomstudium an der Kenya School of Law.
Im Alter von 24 Jahren wurde Karua zur Magistratin ernannt und arbeitete unter anderem in den Gerichten von Nakuru und Kibera. Nach ihrer Tätigkeit als Magistratin ging sie in die private Praxis über, wo sie zahlreiche Fälle von Menschenrechtsaktivisten verteidigte – oft unentgeltlich und unter persönlichem Risiko in Zeiten der Diktatur unter Präsident Moi. Aus Sorge um ihr Leben bereitete sie ihre beiden Kinder darauf vor, dass sie möglicherweise nicht mehr nach Hause zurückkehren würde.

## Wirken
Karua wurde 1992 erstmals ins kenianische Parlament gewählt und vertrat bis 2013 die Gichugu-Konstituenz. Sie war ab 2002 Vorsitzende der Partei NARC-Kenya und diente in verschiedenen Kabinettspositionen, unter anderem als Ministerin für Wasser (2003–2005) und Justiz (2005–2009).
Als Justizministerin spielte sie eine wichtige Rolle in der politischen Krise nach den umstrittenen Wahlen 2007, bei denen über 1000 Menschen ums Leben kamen. Sie beschuldigte Oppositionsführer Raila Odinga öffentlich der Auslösung ethnischer Gewalt und leitete später die Verhandlungen zur Bildung einer Koalitionsregierung, in der sie ihr Ministeramt behielt.
Im Jahr 2009 trat sie unter Protest zurück, nachdem Präsident Kibaki ohne ihre Zustimmung Richter ernannt hatte, was ihren Bemühungen um eine Reform des Justizsystems ein Ende setzte.
Karua war eine führende Kraft hinter dem kenianischen Wasserrechtsgesetz von 2002, das die Wasserversorgung im Land erheblich verbesserte. Außerdem war sie Mitgründerin und erste Vorsitzende der League of Kenyan Women Voters sowie Mitglied der Federation of Women Lawyers (FIDA-Kenya). Ihr Einsatz für die Rechte von Frauen brachte ihr zahlreiche Auszeichnungen ein.
2013 kandidierte sie erstmals für das Präsidentenamt und erhielt rund 44.000 Stimmen. Bei den Wahlen 2022 trat sie als Vizepräsidentschaftskandidatin an der Seite von Raila Odinga an – als erste Frau in Kenia auf einem Ticket einer großen politischen Partei.
International machte sie 2025 erneut Schlagzeilen, als sie in Tansania festgenommen und abgeschoben wurde, nachdem sie als Anwältin den Oppositionspolitiker Tundu Lissu verteidigt hatte. Sie vertritt zudem den ugandischen Oppositionsführer Kizza Besigye in einem ähnlichen Fall von „Landesverrat“. Karua sieht diese Anklagen als politisch motiviert und kritisiert eine zunehmende autoritäre Entwicklung in Ostafrika.
Im Jahr 2025 gründete sie die People’s Liberation Party (PLP), mit der sie weiterhin politische Reformen und Menschenrechte in der Region fördert.